# Mussey-sur-Marne
Mussey-sur-Marne è un comune francese di 336 abitanti situato nel dipartimento dell'Alta Marna nella regione del Grand Est.

## Società

### Evoluzione demografica
Abitanti censiti